# Чемпионат Африки по мини-футболу 2000
Чемпионат Африки по мини-футболу 2000 — второй розыгрыш континентального турнира. Турнир (как и в 1996 году) проходил в Каире (Египет). Чемпионами во второй раз подряд стали хозяева. 4 команды, принявшие участие в турнире, разыгрывали не только континентальное чемпионство, но и единственную путёвку на грядущий чемпионат мира в Гватемале. Матч проходили по круговой системе — каждый играл с каждым один раз.

## Матчи
| Команда 1 | Счёт | Команда 2 |
| --------- | ---- | --------- |
| Египет    | 3:2  | Марокко   |
| ЮАР       | 2:6  | Ливия     |
| Египет    | 9:1  | Ливия     |
| Марокко   | 14:1 | ЮАР       |
| Марокко   | 8:8  | Ливия     |
| Египет    | 18:2 | ЮАР       |

## Итоговое положение
| М | Команда | И | В | Н | П | Мячи    | ±   | О |
| - | ------- | - | - | - | - | ------- | --- | - |
| 1 | Египет  | 3 | 3 | 0 | 0 | 30 − 5  | +25 | 9 |
| 2 | Марокко | 3 | 1 | 1 | 1 | 24 − 12 | +12 | 4 |
| 3 | Ливия   | 3 | 1 | 1 | 1 | 15 − 19 | −4  | 4 |
| 4 | ЮАР     | 3 | 0 | 0 | 3 | 5 − 38  | −33 | 0 |

И — игры, В — выигрыши, Н — ничьи, П — проигрыши, Мячи — забитые и пропущенные голы, ± — разница голов, О — очки

## Чемпион
| Чемпион Африки 2000 |
| ------------------- |
| Египет Второй титул |

Египет прошёл отбор на Чемпионат мира по мини-футболу 2000.